# Giovanni Tirinnanzi
Giovanni Tirinnanzi (Firenze, 26 marzo 1869 – Firenze, 27 gennaio 1949) è stato un vescovo cattolico italiano.

## Biografia
Monsignor Giovanni Tirinnanzi nacque a Firenze il 26 marzo 1869.

### Formazione e ministero sacerdotale
Il 4 gennaio 1887 entrò in noviziato ed emise la professione solenne il 20 febbraio 1891. L'11 ottobre successivo fu ordinato presbitero. Il 25 dicembre 1894 partì per la missione cappuccina di Agra. Dopo essere stato a capo di varie stazioni missionarie, ricevette la nomina a superiore regolare ed ebbe molta parte nell'apertura del noviziato cappuccino di Sardhana di cui fu il primo maestro e superiore. Al momento della nomina episcopale era vicario generale dell'arcidiocesi di Agra.

### Ministero episcopale
Il 2 luglio 1937 papa Pio XI lo nominò vicario apostolico dell'Arabia e vescovo titolare di Gaza. Ricevette l'ordinazione episcopale il 28 ottobre successivo dall'arcivescovo metropolita di Agra Evangelista Latino Enrico Vanni, co-consacranti il vescovo di Allahbad Giuseppe Angelo Poli e quello di Ajmer Mathurin-Pie Le Ruyet.
Giunse ad Aden, la sede del vicariato, il 7 novembre 1937. Con la sua opera, l'attività di apostolato si estese per la prima volta verso il golfo Persico.
Nonostante le condizioni climatiche ostili, migliorate dal fatto che il governo aveva aperto alcuni pozzi a Shaykh'Uthman, un'oasi a 10 miglia dalla città di Aden, l'attività di monsignor Tirinnanzi fu particolarmente intensa. La sua prima preoccupazione fu la scuola attraverso la quale - scrisse - "i missionari possono ottenere ad Aden quel rispetto e quell'attenzione che avvicinano le persone alle verità della fede, soprattutto quando altri mezzi non possono essere utilizzati".
Aumentò quindi la frequenza maschile alla St Anthony's Boys' School di Steamer Point, diretta da tre fratelli maristi, stimati per la serietà dell'insegnamento e della disciplina. Riconosciuta e finanziata dal governo, era aperta a chiunque ne facesse richiesta e non riusciva a soddisfare tutte le richieste di ammissione poiché non era possibile un ampliamento e i religiosi non erano in grado di fornire personale aggiuntivo. Crater, riservata agli orfani e diretta da un sacerdote della missione, e quelle femminili (di Stramer Point e Crater) dirette dalle suore terziarie francescane di Calais. Questi atti vennero elogiati anche dalla comunità ebraica in una lettera indirizzata al vescovo in occasione della morte di papa Pio XI e dell'elezione di papa Pio XII.
La sua opera missionaria trovò un ostacolo nella mancanza di personale: aveva a disposizione solo quattro sacerdoti, di cui uno solo relativamente giovane. Tuttavia, il suo più grande desiderio era quello di riprendere la sua attività fuori Aden: era fiducioso che molto potesse ancora essere fatto, nonostante una convinzione comune contraria, basata sull'opinione diffusa che il vicariato dovesse occuparsi solo dei cattolici, la maggior parte dei quali proveniva dall'India. Chiedeva continuamente di poter andare nella penisola arabica e di poter ottenere la residenza continuativa di un missionario in Somalia e il permesso di costruire una chiesa su un'area concessa gratuitamente o con un affitto simbolico.
La convinzione che fosse necessario uscire da Aden non lo abbandonò: si rese conto, quindi, che c'erano buone speranze di riaprire una chiesa a Hodeida e di aprire una missione a Zahege, un sultanato sotto la dominazione inglese che confermò l'esistenza di alcune tribù cristiane nell'interno dell'Arabia che avevano perso la loro indipendenza e che erano impossibile raggiungere. Ad Aden pose le basi per la costruzione di una nuova chiesa. Tuttavia, le difficoltà furono notevoli. Nel 1939 presentò il quadro delle difficoltà  al cardinale Eugène Tisserant, segretario della Congregazione per le Chiese orientali, in cui delineava le caratteristiche della fede musulmana. Tirinnanzi, fece un passo storico visitando il Bahrein nel 1939 quando seppe della presenza di cattolici nella nazione insulare. Venne ricevuto in udienza dal sovrano Hamad ibn Isa Al Khalifa che concesse un appezzamento di terreno per costruire una chiesa, dedicata al Sacro Cuore di Gesù. Essa fu la prima chiesa nella regione del golfo Persico e venne benedetta l'8 marzo 1940.
Mentre il mondo era sull'orlo di un altro conflitto mondiale nel 1939, le forze di occupazione britanniche nello Yemen non erano liete di avere un italiano nella loro colonia. Monsignor Tirinnanzi dovette quindi tornare in Italia nel 1940. Durante la seconda guerra mondiale i viaggi e il lavoro missionario erano considerati pericolosi e rischiosi eTirinnanzi poté tornare ad Aden solo nel 1947.
Il 21 ottobre 1948 papa Pio XII accettò la sua rinuncia al governo pastorale del vicariato per motivi di salute. Si ritirò nel convento di Montughi, Firenze, nella cui infermeria morì il 27 gennaio 1949 all'età di 79 anni.

## Genealogia episcopale
La genealogia episcopale è:
- Cardinale Scipione Rebiba
- Cardinale Giulio Antonio Santori
- Cardinale Girolamo Bernerio, O.P.
- Arcivescovo Galeazzo Sanvitale
- Cardinale Ludovico Ludovisi
- Cardinale Luigi Caetani
- Cardinale Ulderico Carpegna
- Cardinale Paluzzo Paluzzi Altieri degli Albertoni
- Papa Benedetto XIII
- Papa Benedetto XIV
- Cardinale Enrico Enriquez
- Arcivescovo Manuel Quintano Bonifaz
- Cardinale Buenaventura Córdoba Espinosa de la Cerda
- Cardinale Giuseppe Maria Doria Pamphilj
- Papa Pio VIII
- Papa Pio IX
- Cardinale Alessandro Franchi
- Cardinale Giovanni Simeoni
- Cardinale Antonio Agliardi
- Arcivescovo George Porter, S.I.
- Cardinale Andrea Aiuti
- Arcivescovo Emmanuel Alfonso van den Bosch, O.F.M.Cap.
- Vescovo Godefroid Pelckmans, O.F.M.Cap.
- Arcivescovo Carlo Giuseppe Gentili, O.F.M.Cap.
- Arcivescovo Evangelista Latino Enrico Vanni, O.F.M.Cap.
- Vescovo Giovanni Tirinnanzi, O.F.M.Cap.